# Kyla Kenedy
Kyla Kenedy White (Charleston, Carolina del Sur, Estados Unidos, 4 de febrero de 2003) es una actriz estadounidense. Es conocida mayormente por su interpretación de Mika Samuels en la serie The Walking Dead. En esa serie mundialmente famosa se destacó realmente mostrando facetas de una futura gran actriz haciendo su aparición en la cuarta temporada. Ha entablado amistad con Chandler Riggs durante el rodaje de los capítulos, además ya se conocía con Brighton Sharbino quien hizo el papel de su hermana en la serie. Ellas asistieron a la misma Escuela de Formación Actoral y son muy amigas fuera del set. Entre otros proyectos en los que ha trabajado se encuentran películas como Raising Izzie con la cual ganó un premio, The Three Stooges, The Yellow Walpaper y Hidden Away, así como también trabajó en las series CSI: Crime Scene Investigation y The New Normal. Actualmente se espera el estreno de la nueva película llamada Love Is All You Need? Donde hace un papel importante como Emily Curtis, una chica víctima de Bullying; se espera el estreno en el 2016. Adora a los animales y tiene un gato llamado Louie al que rescató de la calle.

## Filmografía
| Películas | Películas             | Películas           | Películas      |
| Año       | Título                | Rol                 | Notas          |
| --------- | --------------------- | ------------------- | -------------- |
| 2012      | Raising Izzie         | Izzie               | Protagonista   |
| 2012      | Los tres chiflados    | Chica               | Papel menor    |
| 2012      | The Yellow Wallpaper  | Joven Sarah Weiland | Papel Menor    |
| 2016      | Love is all you need? | Emily Curtis        | Coprotagonista |

| Televisión    | Televisión                     | Televisión      | Televisión                                                               |
| Año           | Título                         | Rol             | Notas                                                                    |
| ------------- | ------------------------------ | --------------- | ------------------------------------------------------------------------ |
| 2011          | CSI: Crime Scene Investigation | Fiona Chambliss | Invitada                                                                 |
| 2012          | Doc McStuffins                 | Tamara          | Doblaje                                                                  |
| 2012-2013     | The New Normal                 | Rebecca         | Personaje Recurrente, 3 episodios                                        |
| 2013-2015     | The Walking Dead               | Mika Samuels    | Recurrente (Temporada 4; 5 episodios) Invitada (Temporada 5; 1 episodio) |
| 2016-2017     | The Night Shift                | Brianna         | Recurrente (Temporadas 3-4; 8 episodios)                                 |
| 2016-presente | Speechless                     | Dylan DiMeo     | Coprotagonista                                                           |